# جيم ميكنالي
جيم ميكنالي هو لاعب هوكي الجليد كندي، ولد في 6 أبريل 1948 في سيمكو ‏ في كندا.

## وصلات خارجية
- جيم ميكنالي على موقع EliteProspects.com (الإنجليزية)
- جيم ميكنالي على موقع HockeyDB.com (الإنجليزية)